# 東京Aリス
東京Aリス（とうきょうありす）は日本のイラストレーター。日本の伝統的な文化からパンクファッションまで独特のタッチで融合した作品が多い。

## CDジャケット等イラスト
- スナッパーズ　アルバム『グライダー』
- 弁天の全米ツアーコンピレーションCDジャケット、ポスター、フライヤー、Tシャツ等
- VIDEODROME
- GO!GO!7188 東京Aリスとコラボ展米国ツアー